# Xochimilcói egyezmény

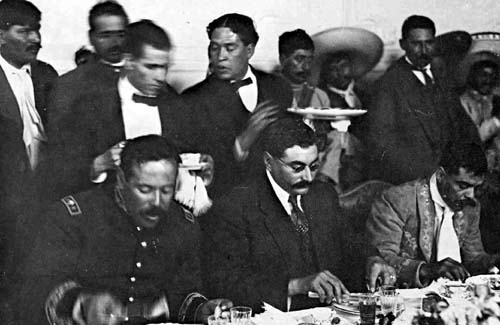
Pancho Villa, Eulalio Gutiérrez és Emiliano Zapata két nappal az egyezmény megkötése után

A xochimilcói egyezmény (spanyolul: Pacto de Xochimilco) a mexikói forradalom két vezérének, Emiliano Zapatának és Pancho Villának az együttműködési megállapodása volt 1914. december 4-én.

## Előzmények
1914 nyarán a forradalmárok megdöntötték Victoriano Huerta kormányát, ám táborukban éles ellentétek alakultak ki. Venustiano Carranza, az új ideiglenes elnök, a forradalom eddigi első embere szembe került a fegyveres seregek legfőbb vezéreivel, Pancho Villával és Emiliano Zapatával. Villa és Zapata szociális reformokat és földosztást követelt, Carranza viszont erről hallani sem akart.
Villa szeptemberben megüzente Carranzának, hogy nem ismeri el ideiglenes elnöknek, majd hamarosan megjelent a Chihuahuai kiáltvány is, amelyben a többi tábornokot is erre szólította fel. A Carranza által október elsejére, Mexikóvárosba összehívott konvent így a villisták és a carranzistákkal szintén szembefordult zapatisták nélkül kezdődött el.
A Carranzával szemben állók nyomására a konventet néhány nap múlva áttelepítették Aguascalientesbe, egy semleges helyszínre. A hónap közepén úgy döntöttek, egy mexikói zászló aláírásával a konvent kimondja saját szuverenitását, ezáltal az országot irányító intézménnyé alakul. 25-én megérkeztek a környékre a zapatisták küldöttei is, és másnap megegyeztek Villával, hogy ő is támogatni fogja fő követeléseiket, azaz az azóta is megoldatlan földkérdés rendezésére még 1911-ben kiadott Ayala-tervet. A tervet 28-án be is fogadta a konvent, ami Carranzát, aki egyébként sem ismerte el a konvent szuverenitását, még jobban felbosszantotta. Kijelentette, hogy ha az ő személyét ennyire akadálynak látják, hajlandó akár az országot is elhagyni, de csak ha Villa is megteszi ugyanezt. Később azt ajánlotta, visszavonul a politikától, ha Villa és Zapata is lemond. A konvent így elfogadta azt a határozatot, hogy Carranzát visszahívják az elnöki posztról, Villát pedig az északi hadosztály vezetéséből.
November elsején az ország ideiglenes elnökévé Elulalio Gutiérrezt választotta a konvent. Mivel Carranza nem volt hajlandó elismerni ezeket a döntéseket és lemondani a kitűzött november 10-i határidőig, a konvent lázadóvá nyilvánította. Ekkorra már egyre nyilvánvalóbb lett, hogy a carranzisták és a konvent hívei között újabb polgárháború várható. A több tízezer, Carranzához hű katonából viszont nagyon sokan letették a fegyvert vagy átálltak a konvencionisták oldalára, így vezérük kénytelen volt visszahúzódni Veracruzba, ahonnan néhány nap múlva kivonultak az amerikai megszállók. Villa csapatai december elejére a Mexikóváros melletti Tacubába érkeztek, Zapata pedig délről közelítette meg a fővárost. A forradalom újabb szakaszba lépett, november végére országszerte körülbelül 60 000 konvencionisa és 30 000 carranzista katona állt szemben egymással.

## A megállapodás megkötése
December 2-án Zapata üzenetet küldött Villának, és találkozót javasolt kettejük között. Abel Serratos tábornok azt közölte Villával, hogy egy Morelosi ügynöke azt tapasztalta, hogy a zapatisták táborában nagy a bizalmatlanság az északiakkal szemben, és hogy Zapata akár vissza is vonulhat Morelosba. Villa követeket küldött Zapatához egy üzenettel, amire válaszolva Zapata azt ajánlotta: 4-én Xochimilcóban üljenek le tárgyalni.
4-én reggel 8-kor Villa autója el is indult Tacubából, 12:10-kor érkeztek meg Xochimilcóba. Kíséretének tagjai Roque González Garza, José Isabel Robles, Rodolfo Fierro, Enrique Pérez Rul, Manuel Medinabeitia, Agustín Estrada és Nicolás Fernández voltak, valamint a Dorados nevű csapat néhány tagja, egy külön autóban pedig két amerikai képviselő, George Carothers és León Canova tartott a helyszínre. A küldöttséget a helyszínen ünneplő sokaság és zenekarok várták, rakétákat lőttek fel, gyerekek pedig virágokat hoztak. Villa szétosztotta zsebeinek tartalmát a gyerekek között. Először Otilio Montañóval köszöntötték egymást egy öleléssel (a tömeg éljelzése közben), majd hamarosan megérkezett Cuernavaca felől maga Zapata is: szintén kézfogással és öleléssel üdvözölték egymást. (Más forrás szerint Zapata volt az első, akivel Villa találkozott.)
A találkozóra Manuel Fuentes Hidalgo utcai házában került sor. A megbeszélés eseményeit González Garza titkára, Gonzalo Atayde írógéppel rögzítette. A fő asztalhoz Villa csak González Garzát ültette maga mellé, Zapatához viszont jóval többen csatlakoztak: Paulino Martínez, Alfredo Serratos, Alberto S. Pina, Eufemio Zapata, Manuel Palafox, Juan M. Banderas (helyette később Manuel Aiza kapitány), Amador Salazar, Zapata María de Jesús nevű nővére, valamint fia, Nicolás, és még egy nő.
Az esemény egy ebéddel, és közben barátságos megbeszéléssel kezdődött, megvitatták a politikai helyzetet, néhány közelmúltbeli történetet is elmeséltek egymásnak, még különleges kalapjaikról is szót ejtettek, és mindketten érezték: nagyon sok témában egyetértenek. Villa megemlítette, hogy felkészült a háború folytatására: 40 000 Mauser puskával, 77 ágyúval és 16 millió lőszerrel rendelkezik.
A beszélgetés közben az antialkoholista Villa vízzel kínálta Zapatát, ő azonban udvariasan visszautasította. Az ebéd végén Zapata poharát emelte, és kiitta a benne található tequila felét, a maradékot pedig felajánlotta Villának, aki nem merte visszautasítani, és legalább az ajkait benedvesítette vele. Állítólag később Zapata egy pohár konyakot, Villa pedig egy pohár vizet is kért, de ez utóbbit Zapata nem vette komolyan és két pohár konyakot hozatott. Villa habozott, de végül lenyelt egy kortyot, és majdnem megfulladva, könnyekkel teli szemekkel megismételte, hogy ő inkább vizet kér.
Délután 2 körül, mivel kint nagyon hangosan zenéltek, átmentek a csendesebb szomszédos szobába, a két vezért ide mindössze Palafox kísérte. Az itt töltött egy óra alatt született meg a xochimilcói egyezmény, amelynek tartalmát a megbeszélés után a sajtó jelen levő képviselőivel is azonnal közölték.

## Az egyezmény tartalma
A xochimilcói egyezménynek négy fő pontja volt:
1. A villista északi hadosztály szövetségre lép Zapata déli felszabadító hadseregével.
2. Az északiak elfogadják az Ayala-tervet, kivéve annak Francisco I. Maderót támadó részeit.
3. Villáék lőszereket és fegyvereket küldenek a zapatistáknak.
4. Egy civilt ajánlanak majd a köztársasági elnöki posztra.